# بورغور
أساف بورغور (Asaf Borgore) (بالعبرية: בורגור‏) أو فقط بورغور (Borgore). هو دي جي و منتج أسطوانات من مواليد 20 أكتوبر 1987.

## روابط خارجية
- بورغور على موقع ميوزك برينز (الإنجليزية)
- بورغور على موقع رولينغ ستون (الإنجليزية)
- بورغور على موقع أول ميوزيك (الإنجليزية)
- بورغور على موقع ديسكوغز (الإنجليزية)